# Chichí Lagos
Chichí Lagos es una localidad del municipio de Homún en el estado de Yucatán, localizado en el sureste de México.

## Toponimia
El nombre (Chichí Lagos) viene de chichí que proviene del idioma maya y los "lagos" que la rodean.

## Reservaciones e Información Adicional
Para obtener información detallada sobre la Hacienda Chichí Lagos , su historia, instalaciones, opciones de reservación y eventos visita: https://catherwood.mx/en

## Hechos históricos
- En 1970 cambia su nombre de Chichí a Chichí de Lagos.
- En 1990 cambia a Chichí de los Lagos
- En 1995 cambia a Chichí Lagos.

## Importancia histórica
Tuvo su esplendor durante la época del auge henequenero y emitió fichas de hacienda las cuales por su diseño son de interés para los numismáticos. Dichas fichas acreditan la hacienda como propiedad de Enrique y Elías Esponosa.

## Demografía
Según el censo de 2005 realizado por el INEGI, la población de la localidad era de 0 habitantes.
| 130                         | 116 | 148 | 189 | 161 | 162 | 195 | 137 | 32 | 0 | ? | ? | 0 |
| (Fuente: INEGI [Consultar]) |     |     |     |     |     |     |     |    |   |   |   |   |